# Dryopteris guanchica
Dryopteris guanchica är en träjonväxtart som beskrevs av Gibby och Jermy. Dryopteris guanchica ingår i släktet Dryopteris och familjen Dryopteridaceae. Inga underarter finns listade.